# Priartobium
Priartobium is een geslacht van kevers uit de familie van de klopkevers (Anobiidae).

## Soorten
- Priartobium leonhardi Roubal, 1917
- Priartobium serrifunis Reitter, 1901